# Aleksejs Rumjancevs
Aleksejs Rumjancevs (Riga, 13 de febrero de 1986) es un deportista letón que compite en piragüismo en la modalidad de aguas tranquilas.
Ganó una medalla de plata en el Campeonato Mundial de Piragüismo de 2017 y dos medallas de bronce en el Campeonato Europeo de Piragüismo, en los años 2008 y 2016, ambas en la prueba de K1 200 m. En los Juegos Europeos de Bakú 2015 obtuvo una medalla de bronce en la prueba de K1 200 m.

## Palmarés internacional
| Campeonato Mundial | Campeonato Mundial       | Campeonato Mundial | Campeonato Mundial |
| Año                | Lugar                    | Medalla            | Competición        |
| ------------------ | ------------------------ | ------------------ | ------------------ |
| 2017               | Račice (República Checa) | Medalla de plata   | K1 200 m           |
| Juegos Europeos    |                          |                    |                    |
| Año                | Lugar                    | Medalla            | Competición        |
| 2015               | Bakú (Azerbaiyán)        | Medalla de bronce  | K1 200 m           |
| Campeonato Europeo |                          |                    |                    |
| Año                | Lugar                    | Medalla            | Competición        |
| 2008               | Milán (Italia)           | Medalla de bronce  | K1 200 m           |
| 2016               | Moscú (Rusia)            | Medalla de bronce  | K1 200 m           |